# 岡本富夫
岡本 富夫（おかもと とみお、1921年11月9日 - 2005年3月13日）は、日本の政治家。衆議院議員（7期、公明党）。

## 来歴
奈良県出身。1967年の第31回衆議院議員総選挙で兵庫2区から立候補して初当選。連続7期務めた。1986年の総選挙に立候補せず引退。1992年春の叙勲で勲二等旭日重光章受章。2005年3月13日、急性心不全のため兵庫県尼崎市の自宅で死去、83歳。